# Bourron-Marlotte
Bourron-Marlotte is een gemeente in het Franse departement Seine-et-Marne (regio Île-de-France) en telt 2850 inwoners (2005). De plaats maakt deel uit van het arrondissement Fontainebleau.

## Geografie
De oppervlakte van Bourron-Marlotte bedraagt 11,3 km², de bevolkingsdichtheid is 252,2 inwoners per km².
De onderstaande kaart toont de ligging van Bourron-Marlotte met de belangrijkste infrastructuur en aangrenzende gemeenten.

## Demografie
Onderstaande figuur toont het verloop van het inwonertal (bron: INSEE-tellingen).